# Penthaleidae
Penthaleidae är en familj av spindeldjur. Enligt Catalogue of Life ingår Penthaleidae i ordningen Prostigmata, klassen spindeldjur, fylumet leddjur och riket djur, men enligt Dyntaxa är tillhörigheten istället ordningen kvalster, klassen spindeldjur, fylumet leddjur och riket djur. Enligt Catalogue of Life omfattar familjen Penthaleidae 3 arter. 
Kladogram enligt Catalogue of Life och Dyntaxa:
| Penthaleidae | \| \| Halotydeus \| \| \| \| \| \| Linopenthaloides \| \| \| \| \| \| Penthaleus \| \| \| \| |
|              | \| \| Halotydeus \| \| \| \| \| \| Linopenthaloides \| \| \| \| \| \| Penthaleus \| \| \| \| |
|              | Halotydeus                                                                                   |
|              |                                                                                              |
|              | Linopenthaloides                                                                             |
|              |                                                                                              |
|              | Penthaleus                                                                                   |
|              |                                                                                              |